# Lahe
Lahe este o arie protejată (arie specială de conservare — SAC, sit de importanță comunitară — SCI) din Germania întinsă pe o suprafață de 34,34 ha, integral pe uscat.

## Localizare
Centrul sitului Lahe este situat la coordonatele 53°02′30″N 7°57′43″E / 53.0417°N 7.9619°E.

## Înființare
Situl Lahe a fost declarat sit de importanță comunitară în ianuarie 2005 pentru a proteja 1 specie de animale. Situl a fost protejat și ca arie specială de conservare în aprilie 2018.

## Biodiversitate
Situată în ecoregiunea atlantică, aria protejată nu include niciun habitat protejat.
La baza desemnării sitului se află o specie protejată de  pești: Lampetra fluviatilis.